# کدونگوونی
کدونگوونی (اندونزیایی: Kedungwuni) شهری در استان جاوه مرکزی کشور اندونزی است. جمعیت این شهر بر اساس سرشماری سال ۱۹۹۰ میلادی، ۷۶٫۹۴۸ نفر و بر اساس سرشماری سال ۲۰۰۰ میلادی، ۱۰۲٫۹۴۶ بوده که در سال ۲۰۰۷ میلادی به ۱۲۳٫۳۷۸ نفر افزایش یافته‌است.